# إعلانات استقلال مورو
إعلانات استقلال مورو تم الإعلان عن استقلال دولة مورو عن جمهورية الفلبين ثلاث مرات. تم إعلان الدولة لأول مرة في عام 1974. وفي عام 2012 تم إعلان عن دولة أرض مورو. بعد عام من ذلك الإعلان أي في 2013 أعلنت جبهة تحرير مورو الوطنية برئاسة نور ميسواري الاستقلال وتأسيس الولايات المتحدة الفيدرالية لجمهورية مورو.

## 1974
أصدر نور ميسواري رئيس الجبهة الوطنية لتحرير مورو إعلان استقلال مورو في 28 أبريل 1974.

## 2012
في 15 يناير 2012 أعلنت جبهة تحرير مورو الوطنية استقلال أرض مورو، وشملت الجمهورية المحتملة كل من: سولو، مينداناو، بالاوان، صباح، وذلك في فالنسيا بوكيدنون.

## 2013
أُعلن إعلان استقلال مورو في 27 يوليو 2013 في تاليبو، سولو. أعلنت جبهة تحرير مورو الوطنية تحت رئاسة نور ميسواري استقلال جمهورية مورو، عرفت رسميًا باسم الولايات المتحدة الفيدرالية لجمهورية مورو، والتي تشمل جزر مينداناو، باسيلان، سولو، تاوي تاوي، بلاوان في الفلبين. تضم جمهورية مورو أيضًا صباح وساراواك (في بورنيو في ماليزيا)، وهذا على تأكيد إيمانويل فونتانيلا مستشار نور ميسواري.

## ردود الفعل

### الرسمية
- الفلبين الفلبين: رفضت الحكومة الفلبينية الاعتراف بجمهورية مورو، مؤكدة أن حكومتهم هي الحكومة الشرعية الوحيدة في الأرخبيل الفلبيني. وقالت المتحدثة الرئاسية أبيغيل فالت إن المسؤولين المنتخبين في إقليم مورو المزعوم ما زالوا يمارسون السيطرة على ناخبيهم، وأضافت: ربما حان الوقت للذهاب إلى الممثلين المنتخبين للشعب هناك لرؤية إذا ما كانوا يؤيدون هذه الدعوة من ميسواري، والقائلين أنهم قد أعلنوا أنفسهم دولة مستقلة من الحكومة الفلبينية.[7]
- ماليزيا ماليزيا: رفض حكومة ماليزيا سيادة دولة سولو أولًا، ومن ثم جمهورية مورو على الإقليم.[8][9]

### آخرين
- قال حاكم إقليمي مسلم مينداناو موجيف حاتامان إن كل رؤساء البلديات وحكومات المقاطعات في منطقة الحكم الذاتى ما زالوا موالين للدستور الفلبيني. ووصف استقلال مورو الذي أعلنه ميسواري بأنه غير دستوري. وقال حاتمان: «إن جميع المسؤولين المنتخبين في المنطقة لا يعترفون بإعلان ميسواري، وهم يظلون داعمين لعملية السلام للحكومة الوطنية مع جبهة تحرير مورو الإسلامية».
- عمدة مدينة دافاو رودريغو دوتيرتي دعم فكرة جمهورية مورو، وقال: "لا مشكلة في ذلك، ليس لدي أي مشكلة في ذلك، أستطيع أن أعمل تحت قيادة مسلمة، رغبتي الوحيدة هي أن تتحقق العدل للجميع، وإذا لم يكن الأمر كذلك فسوف أكون الشخص الذي أرغب في التمرد. وقال دوتيرتي إنه سيدعم محاولة ميسواري المشروعة للاستقلال.[10] لكن في ذروة أزمة مدينة زامبوانجا أوضح عمدة دافاو موقفه وقال إن ميسواري وجماعته أحرار في رفع علم جبهة مورو الوطنية للتحرير الوطني في مدينة دافاو طالما أنها ليست أعلى من علم الفلبين.[11]
- سلطنة سولك برئاسة جمال كيرام الثالث: قال متحدث باسم السلطنة يدعى الجيراني إن السلطان جمال كيرام الثالث لم يتم استشارته بشأن إعلان استقلال جمهورية مورو، وكان ذلك حق مشروع لميسواري. وقال: لكن فيما يتعلق بإقليم صباح فإننا لا نؤيد ذلك، وأضاف أنهم كانوا يسمعون تقارير عن خطة ميسواري لإعلان استقلالهم وتعزيز قوة جبهة مورو للتحرير الوطنى. وقال: تعليمات السلطان كيرام لرجالنا على الأرض لا تهدف إلى الاستماع إلى مثل هذه التقارير، وعدم المشاركة في أي تعهد غير مصرح به من قبل السلطنة والمجلس. وأضاف أن سلطنة سولك لن تدعم نور ميسواري عندما يعلن الحرب على الحكومة الفلبينية، على الرغم من الرفض المتبادل من جانب السلطنة ومجموعة ميسواري لاتفاقية الإطار في مورو التي أثارت الإعلان.[12]

## المحاولات التالية
في شهر شباط 2015 عقد نور ميسواري اجتماعًا مع قادة جبهة مورو للتحرير الوطني في سولو لإبلاغهم بالتقدم المحرز في إعلان جمهورية مورو مينداناو. كما أمر ميسواري بتوحيد قوات جبهة مورو الوطنية للتحرير الوطني في أعقاب التقارير التي تفيد بأن القوات الحكومية تشن «عملية عسكرية شاملة سرية» ضد الجماعات المسلحة التي لا تشكل جزءاً من عملية السلام في مينداناو. في عام 2016 قبل ميسواري عرض النظام الفيدرالي للحكومة الفلبينية، ولكن بشرط أن يكون للفلبينيين المسلمون دولتهم الخاصة في ظل النظام المقترح. يدعم الرئيس الفلبيني رودريغو دوتيرتي إلى جانب رئيس مجلس النواب ورئيس مجلس الشيوخ وضع ميسواري. وفي عام 2017 قدم ميسواري المساعدة إلى دوتيرتي في قتاله ضد تنظيم الدولة الإسلامية في أزمة مراوي والتي قبلت من دوتيرتي.